# The Tankard
The Tankard è il settimo album in studio della thrash metal band Tankard, prodotto dalla Noise Records e pubblicato in Europa il 2 ottobre 1995.

## Tracce
1. Grave New World – 5:53
2. Minds On The Moon – 3:20
3. The Story Of Mr. Cruel – 4:57
4. Close Encounter – 4:26
5. Poshor Golovar – 5:22
6. Mess In The West – 4:21
7. Atomic Twilight – 4:49
8. Fuck Christmas – 2:47
9. Positive – 4:39
10. Hope? – 3:59

## Formazione
- Andreas "Gerre" Geremia - voce
- Andy Bulgaropulos - chitarra
- Frank Thorwarth - basso
- Olaf Zissel - batteria